# Carl Jockusch

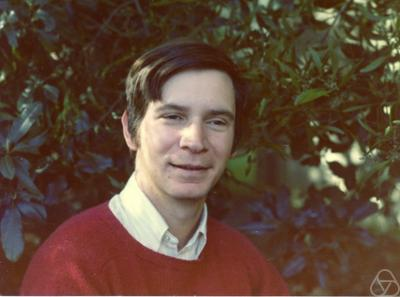
Carl Jockusch

Carl Groos Jockusch Jr. (* 13. Juli 1941 in San Antonio, Texas) ist ein US-amerikanischer Mathematiker und mathematischer Logiker.
Jockusch studierte an der Vanderbilt University und am Swarthmore College, an dem er 1963 seinen Bachelor-Abschluss erhielt, und wurde 1966 am Massachusetts Institute of Technology bei Hartley Rogers promoviert (Reducibilities in recursive function theory). 1966/67 war er Instructor an der Northeastern University und 1967 wurde er Assistant Professor an der University of Illinois at Urbana-Champaign, an der er später Professor wurde. 2004 wurde er emeritiert.
Er befasst sich mit mathematischer Logik (Berechenbarkeitstheorie, Rekursionstheorie, Reverse Mathematik) mit Anwendungen in Modelltheorie, Kombinatorik und asymptotischen Dichten.
1972 bewies er mit Robert Soare das Low basis theorem in der mathematischen Logik und Berechenbarkeitstheorie. Dazu führten sie eine eigene Forcing-Methode (Jockusch-Soare Forcing) ein. In ihrem Aufsatz von 1972 bewiesen sie noch zwei weitere Basissätze (das R. E. Basis theorem – R.E. für rekursiv aufzählbar – und das hyperimmune-free basis theorem).
1997 wurde er Herausgeber der Proceedings of the American Mathematical Society und 1974/75 war er Herausgeber des Journal of Symbolic Logic.
2015 wurde er Fellow der American Mathematical Society. Für 2023 ist er Gödel-Lecturer (Formalism in Logic).